# Ben Bostrom
Ben Bostrom (Redding, Californië, 7 mei 1974) is een Amerikaans motorcoureur. Zijn vader Dave en broer Eric zijn eveneens motorcoureurs.

## Carrière
In 1993 werd Bostrom kampioen in het nationaal kampioenschap dirttrack. In 1995 maakte hij de overstap naar het wegrace, toen hij debuteerde in het Amerikaans kampioenschap superbike. In 1998 werd hij op een Honda kampioen in deze klasse. Tevens debuteerde hij dat jaar in het wereldkampioenschap superbike tijdens zijn thuisweekend op Laguna Seca en behaalde een podiumfinish in de tweede race. In 1999 werd hij wederom kampioen in het Amerikaans kampioenschap superbike, ditmaal op een Ducati. Ook reed hij dat jaar opnieuw in het weekend op Laguna Seca in het WK superbike. In de eerste race werd hij tweede, voordat hij in de tweede race zijn eerste zege in de klasse behaalde.
In 2000 maakte Bostrom zijn debuut als fulltime coureur in het WK superbike bij het fabrieksteam van Ducati. Na vijf raceweekenden werd hij echter vervangen door Juan Borja, terwijl hij op zijn beurt de plaats van Borja innam bij een satellietteam. Bij dit team behaalde hij echter betere resultaten: hij behaalde zijn eerste podiumfinish op Misano, terwijl hij in het daaropvolgende weekend op Valencia in beide races het podium haalde. Ook in zijn thuisrace behaalde hij een podiumplaats. Met 174 punten werd hij zevende in het kampioenschap.
In 2001 bleef Bostrom actief in het WK superbike op een Ducati. Hij won een race op Kyalami, voordat hij op Misano, Laguna Seca en Brands Hatch vijf overwinningen op een rij behaalde. Hiernaast behaalde hij in drie andere races een podiumplaats. Met 312 punten werd hij achter Troy Bayliss en Colin Edwards derde in het kampioenschap. In 2002 kende hij een moeilijker jaar, waarin hij enkel een podiumplaats behaalde in de seizoensopener op Valencia. Met 261 punten werd hij vijfde in de eindstand.
In 2003 keerde Bostrom terug naar het Amerikaans kampioenschap superbike op een Honda, waarin hij twee jaar op een rij vierde werd. In 2005 keerde hij terug naar het WK superbike, waarin hij ook op een Honda reed. Hij kende een lastig seizoen, waarin hij met een zesde plaats op Valencia zijn beste klassering behaalde. Met 58 punten werd hij vijftiende in het klassement.
In 2006 nam Bostrom opnieuw deel aan het Amerikaans kampioenschap superbike op een Ducati, als teamgenoot van Neil Hodgson. Hij behaalde een podiumfinish en werd negende in de eindstand. In 2007 verliet Ducati het Amerikaans kampioenschap wegrace en stapte Bostrom binnen dit kampioenschap over naar de Superstock-klasse, waarin hij op een Yamaha reed. Hij behaalde zes podiumplaatsen en werd achter Ben Spies tweede in het klassement. Ook reed hij vier races in de superbike-klasse. In 2008 stapte hij over naar de Supersport-klasse, waarin hij met zes overwinningen en 361 punten gekroond werd tot kampioen.
In 2009 keerde Bostrom terug naar het Amerikaans kampioenschap superbike, waarin hij opnieuw op een Yamaha uitkwam. Hij behaalde acht podiumfinishes en werd vijfde in de klasse. In 2010 won hij een race op Laguna Seca en werd hij met zeven andere podiumplaatsen opnieuw vijfde. In 2011 stapte hij over naar een Suzuki. Hij stond tweemaal op het podium en eindigde wederom als vijfde in het klassement. Dat jaar maakte hij tevens zijn debuut in de MotoGP-klasse van het wereldkampioenschap wegrace in zijn thuisrace als wildcardcoureur op een Honda, maar kwam hierin niet aan de finish. In 2012 stond hij driemaal op het podium in het Amerikaans kampioenschap superbike en werd hij zesde in de eindstand. Dit was zijn laatste seizoen als motorcoureur.